# 绍鲍多什·拉斯洛
绍鲍多什·拉斯洛（匈牙利語：Szabados László，1911年4月28日—1997年11月16日），匈牙利男子游泳运动员。他曾代表匈牙利参加1932年夏季奥林匹克运动会游泳比赛，获得男子4×200米自由泳接力铜牌。